# 한강인도교 폭파

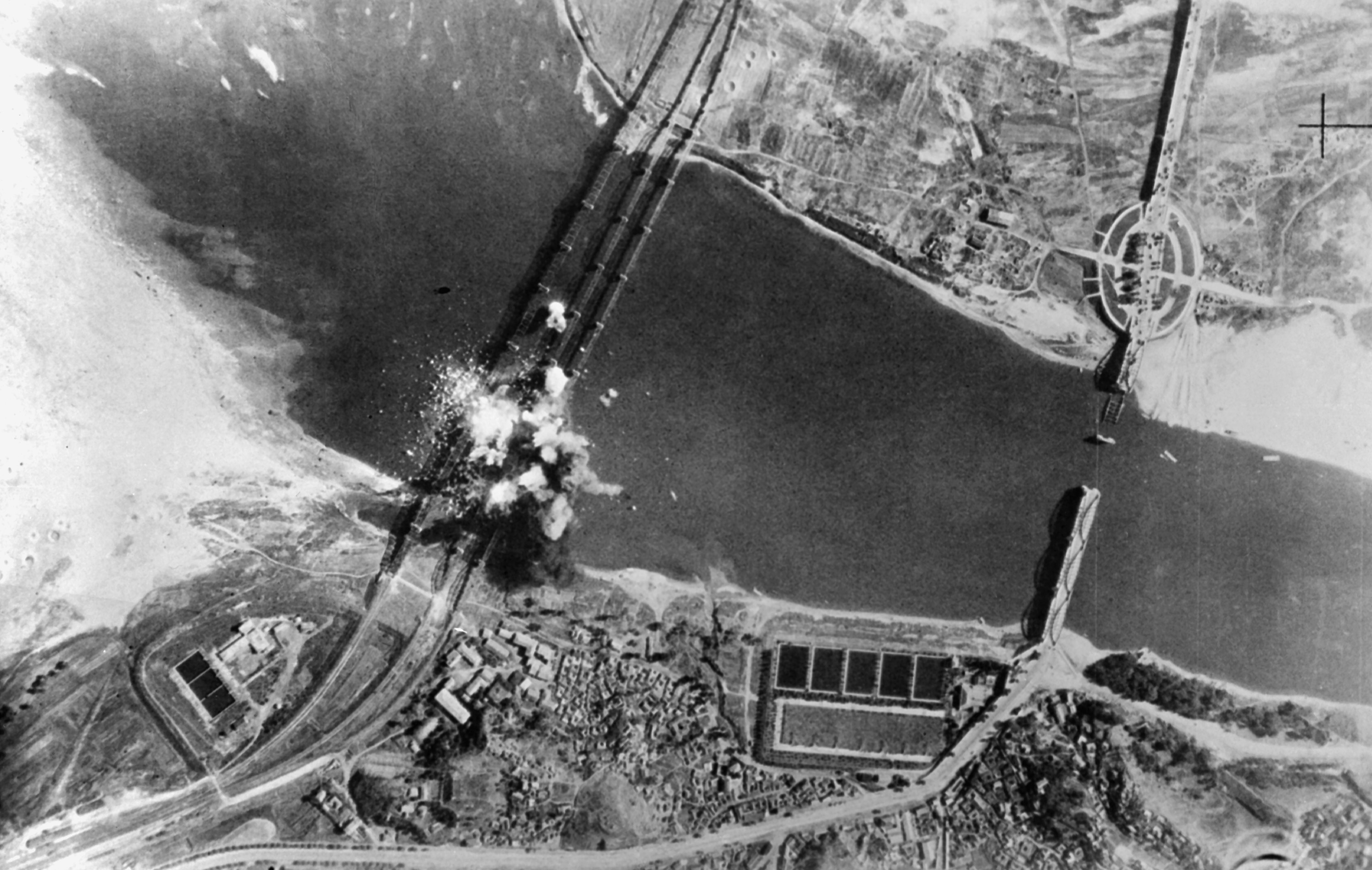
당시 촬영된 항공사진. 한강철교(좌측)과 이미 파괴된 인도교(우측)

한강인도교 폭파(漢江人道橋爆破事件)은 6.25 전쟁 당시인 1950년 6월 28일 새벽 2시 30분 대한민국 국군이 한강인도교를 폭파한 사건이다. 
사망자 수치는 미 군사고문단 장교가 군인, 경찰, 민간인 등을 포함하여 500~800명으로 추정한 기록이 존재하며 현재까지 신원이 밝혀진 사망자 수치는 종로경찰서 소속 경찰관 77명이다.

## 배경
대한민국 국군은 미아리 회기동 방어선을 강화했으나 장비와 전장의 환경상 한계가 있었다. 6월 27일 자정을 전후해 인민군 전차대가 길음교로 진출했고 미아리 방어선이 무너지면서 육군본부는 서울을 포기하기로 결정하였다.
채병덕은 한강대교를 넘어 이동하고 이후 강영훈 대령을 수행원으로 한 김백일 대령이 이를 인수하였다. 
장비의 운송이 원활하지 않은 상황에서 주한 미군 군사 고문단과 채병덕 장군 간에는 병력과 장비가 강 이남으로 이동한 후에 다리를 폭파하기로 합의가 되어있었으나, 김백일 대령은 오전 1시 30분을 기해 다리가 폭파되어야 한다는 명령을 하달하였다.

## 전개
6월 28일 새벽 2시 30분 폭파 이후 북한군 전차가 28일 오전 8시경에 용산 삼각지에 진입했으며 주력부대는 이날 11시 30분에 진입하였으므로 국군 주력부대와 서울 시민들이 강남으로 철수 있는 여유가 있었음에도 불구하고 조기 폭파로 인명 살상은 물론 병력과 물자 수송에 막대한 타격을 입혔다는 비판이 대두되었다. 
최창식 대령은 항간에 알려진 것과 달리 처음에 체포된 직접적인 원인은 한강교 폭파의 책임을 묻기 위해서가 아니었다. 경북 군위에서 국군 공병대가 제5연대와 제2연대의 후방도로에 지뢰를 매설했는데 지뢰 표지가 불분명하여 제5연대장 이영규 중령을 비롯한 50여명의 아군 피해자가 나와 이때 최창식 대령이 체포되었고 차제에 한강 폭파의 책임을 밝혀 국민의 여론을 무마할려고 하였다.
결국 군 당국은 당시 폭파 책임을 맡았던 최창식 대령을 8월 28일에 적전비행죄로 체포해 9월 21일, 사형을 집행하였다. 
한강대교(인도교)는 폭파됐지만 화물을 수송하던 한강철교는 완전히 폭파되지 않았다. 인민군 4사단은 보수 공사 이후 전차를 도하시켜 영등포 지역으로 진출하였으며, 3사단은 신사리, 말죽거리, 판교로 진출하였다.

## 책임 소재
지금까지도 정확한 책임 소재는 밝혀지지 않았지만 한강 인도교 등 한강교 폭파는 채병덕 육군참모총장 지시를 정설로 받아들이고 있으며 참모부장 김백일, 장경근 국방차관.  이범석 총리 등 이와 관련된 인물들이 제일 많다.
최창식 공병감의 고문이었던 미군 크로포드 소령은 "당시 폭파명령을 내린 것은 대한민국 육군참모총장의 고문으로 있던 미군 장교"라고 증언했다. 당시 지휘계통상 채병덕에게 명령을 내릴 수 있던 사람은 제임스 하우스만 대위다.
최창식 공병감은 1962년부터 재심 과정을 거쳐 1964년 최종적으로 무죄 판결을 받아 사후 복권되었다.

## 같이 보기
- 관련 주제 : 서울특별시
- 관련 교량 : 한강대교, 한강철교

## 참고 문헌
- 《6.25전쟁과 채병덕 장군》. 국방부군사편찬연구소. 2002년 12월 20일.
- Roy E. Appleman (1961). 《South to the Nakdong, North to the Yaul》 (PDF). The United States Army Center of Military History.
- 김장수; 안병한 (2006년 11월 30일). 《한강선 방어와 초기 지연작전》 (PDF) 3. 국방부 군사편찬연구소. 2024년 6월 25일에 원본 문서 (PDF)에서 보존된 문서. 2024년 3월 31일에 확인함.